# Свинецнатрий
Свинецнатрий — бинарное неорганическое соединение
свинца и натрия
с формулой NaPb,
кристаллы.

## Получение
- Сплавление стехиометрических количеств чистых веществ:

{\displaystyle {\mathsf {Pb+Na\ {\xrightarrow {372^{o}C}}\ NaPb}}}

## Физические свойства
Свинецнатрий образует кристаллы 
тетрагональной сингонии, пространственная группа I 41/acd, параметры ячейки a = 1,0580 нм, c = 1,7746 нм, Z = 32
.
Соединение конгруэнтно плавится при температуре 372°C .